# 孙飞翔
孙飞翔（1998年5月15日—），湖北宜昌人，中国男子羽毛球运动员。

## 簡歷
2016年7月，孙飞翔代表国家队參加泰國曼谷舉行的亞洲青年羽毛球錦標賽，贏得團體賽和男子單打比賽冠軍。同年11月，他出戰世界青年羽毛球錦標賽，又贏得團體賽和男子單打比賽冠軍。

## 主要比賽成績
只列出曾進入準決賽的國際賽事成績：
| 年份   | 賽事                     | 公開賽級別 | 項目     | 成績   |
| ------ | ------------------------ | ---------- | -------- | ------ |
| 2013年 | 世界青年羽毛球錦標賽     | 其他       | 混合團體 | 季軍   |
| 2015年 | 亞洲青年羽毛球錦標賽     | 其他       | 混合團體 | 冠軍   |
| 2015年 | 世界青年羽毛球錦標賽     | 其他       | 混合團體 | 冠軍   |
| 2016年 | 亞洲青年羽毛球錦標賽     | 其他       | 混合團體 | 冠軍   |
| 2016年 | 亞洲青年羽毛球錦標賽     | 其他       | 男子單打 | 冠軍   |
| 2016年 | 世界青年羽毛球錦標賽     | 其他       | 混合團體 | 冠軍   |
| 2016年 | 世界青年羽毛球錦標賽     | 其他       | 男子單打 | 冠軍   |
| 2017年 | 中國羽毛球國際挑戰賽     | 國際挑戰賽 | 男子單打 | 冠軍   |
| 2018年 | 中國陵水羽毛球大師賽     | 超級100賽  | 男子單打 | 準決賽 |
| 2018年 | 蘇格蘭羽毛球公開賽       | 超級100賽  | 男子單打 | 亞軍   |
| 2019年 | 波蘭羽毛球公開賽         | 國際挑戰賽 | 男子單打 | 準決賽 |
| 2019年 | 越南羽毛球公開賽         | 超級100賽  | 男子單打 | 亞軍   |
| 2019年 | 印尼瑪琅市長羽毛球大師賽 | 超級100賽  | 男子單打 | 冠軍   |
| 2019年 | 澳門羽球公開賽           | 超級300賽  | 男子單打 | 準決賽 |
| 2022年 | 越南羽毛球公開賽         | 超級100賽  | 男子單打 | 亞軍   |
| 2023年 | 中國瑞昌羽毛球大師賽     | 超級100賽  | 男子單打 | 冠軍   |

| 2007-2017年 | 首要超級賽 | 超級賽 | 黃金大獎賽 | 大獎賽 | 國際挑戰賽 | 國際系列賽 | 未來系列賽 | 其他 |

| 2018-2026年 | 總決賽 | 超級1000賽 | 超級750賽 | 超級500賽 | 超級300賽 | 超級100賽 | 國際挑戰賽 | 國際系列賽 | 未來系列賽 | 其他 |